# Adolf Lohse (Architekt)
Adolf Lohse, häufig auch Adolph Lohse, (* 30. August 1807 in Berlin; † 15. Januar 1867; vollständiger Name Adolf Hermann Lohse) war ein deutscher Architekt und preußischer Baubeamter. Er war ein Schüler von Karl Friedrich Schinkel.
Lohse besuchte das Friedrichwerdersche Gymnasium, das er 1825 als Schüler der Ober-Sekunda verließ, um sich dem Baufach zu widmen. Am 13. Januar 1827 legte er erfolgreich die Prüfung als Feldmesser ab und wurde am 3. Mai als Beamter bei der königlich preußischen Bezirksregierung in Frankfurt an der Oder vereidigt und zum Regierungsbaukondukteur ernannt. 1828 kehrte er nach Berlin zurück, um bis 1829 den Bau des Landgestüts in Zirke zu leiten. Die folgenden Jahre bis 1840 waren angefüllt mit zahlreichen Staatsaufträgen, danach folgten zunehmend Privatbauten.
Am 27. März 1847 bestand Lohse seine Staatsprüfung als Land- und Wasserbauinspektor. Seine Ernennung zum Königlichen Landbaumeister erfolgte am 11. Dezember 1849.
Ab Mitte 1855 unternahm Lohse mehrere ausgedehnte Reisen nach Frankreich, Belgien, England, Irland, Schottland, Italien und in die Schweiz. Am 1. Juni 1857 nahm Lohse seine Tätigkeit als Bauinspektor in Berlin wieder auf. Aufgrund seiner Verdienste erhielt er am 7. März 1862 die Ernennung zum Königlichen Hofbaurat.
Eines seiner Werke ist das Schloss Albrechtsberg bei Dresden. Es wurde zwischen 1850 und 1854 für den preußischen Prinzen Albrecht, den jüngsten Bruder König Friedrich Wilhelms IV. von Preußen und Kaiser Wilhelms I., und dessen zweite Ehefrau Rosalie Gräfin von Hohenau geborene von Rauch erbaut. Auch das benachbarte Lingnerschloss entstand nach seinen Plänen für den Baron Albert von Stockhausen, den Kammerherrn des Prinzen.
1860 wurde Lohse von Prinz Albrecht mit dem Umbau des Vernezobreschen Palais in der Berliner Wilhelmstraße 102 betraut, das fortan als Prinz-Albrecht-Palais in die Geschichte einging.
Nicht vollenden konnte Lohse die Bahnhofshalle für die Preußische Ostbahn in Berlin, den ersten Ostbahnhof.

## Werke (Auswahl)

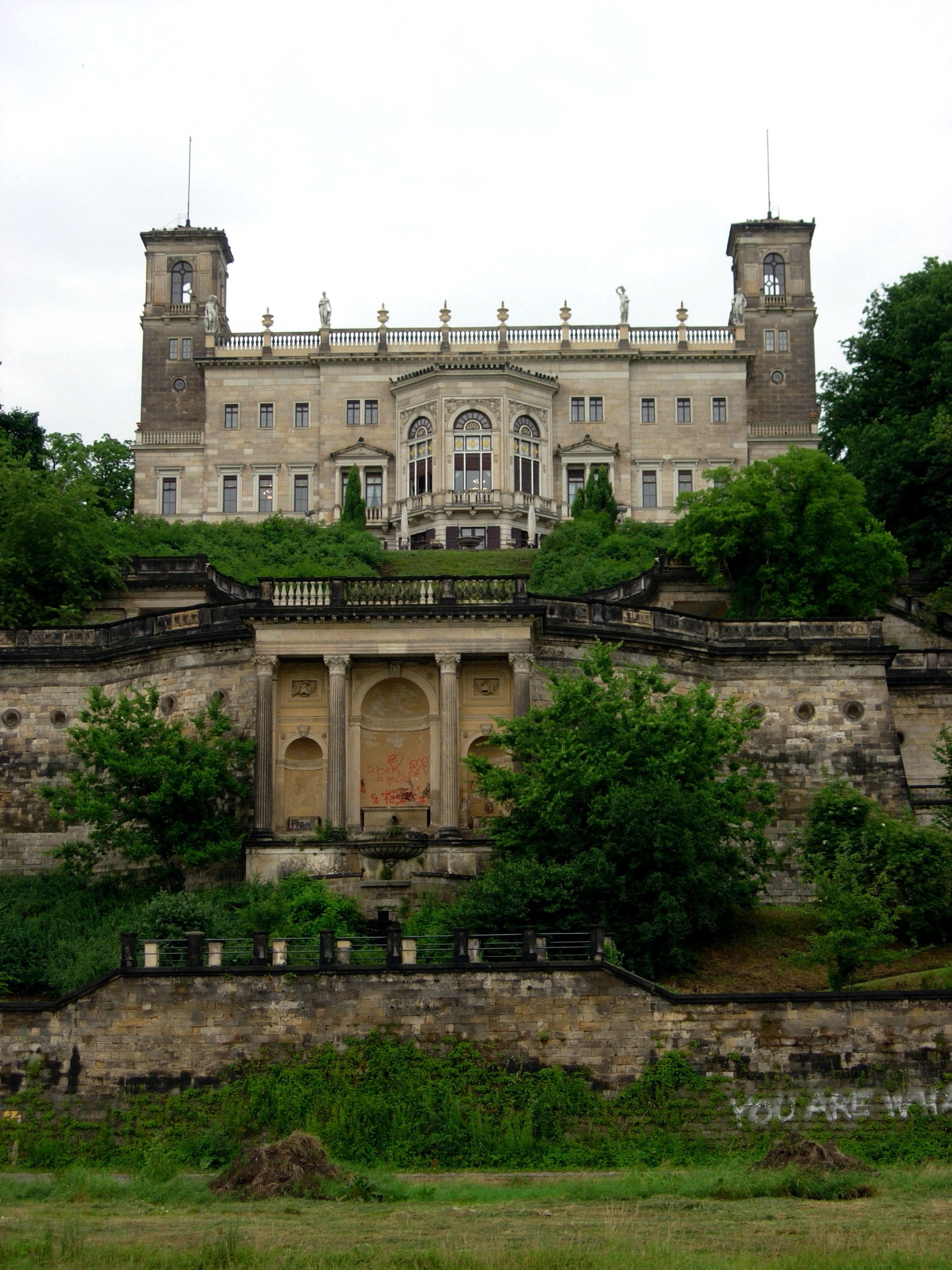
Schloss Albrechtsberg in Dresden

- 1841: Neueinrichtung einiger Räume im Prinzessinnenpalais in Berlin
- 1846–1849: Bauleitung beim Bau der Strafanstalt Moabit in Berlin
- 1850–1853: Villa Stockhausen (später genannt Lingnerschloss) in Dresden
- 1850–1854: Schloss Albrechtsberg bei Dresden
- 1850/1851: Bauleitung beim Bau des Preußischen Herrenhauses in Berlin
- 1860–1862: Umbau des Prinz-Albrecht-Palais in Berlin, Wilhelmstraße 102
- 1861–1865: Umbau und Erweiterung des Gewerbeinstituts in Berlin, Klosterstraße 32–36
- 1861: Gebäude der Köppjohannschen Stiftung in Berlin, Albrechtstraße
- 1862: Gebäude der Archard-Stiftung in Berlin, Französische Straße / Markgrafenstraße
- 1862–1864: Bauleitung beim Bau der Telegrafendirektion in Berlin
- 1863–1865: Königliches Wilhelms-Gymnasium (ab 1935 Volksgerichtshof) mit Wohnhaus Bellevuestraße 15 in Berlin, 1945 zerstört
- 1864: Umbau der Dreifaltigkeitskirche in Berlin
- 1864: Umbau der Sophienkirche in Berlin
- 1866/1867: Alter Ostbahnhof Berlin, 1944 zerstört